# Góry Ibuki
Góry Ibuki (jap. 伊吹山地 Ibuki-sanchi) – łańcuch górski na japońskiej wyspie Honsiu na granicy prefektur: Gifu i Shiga. 

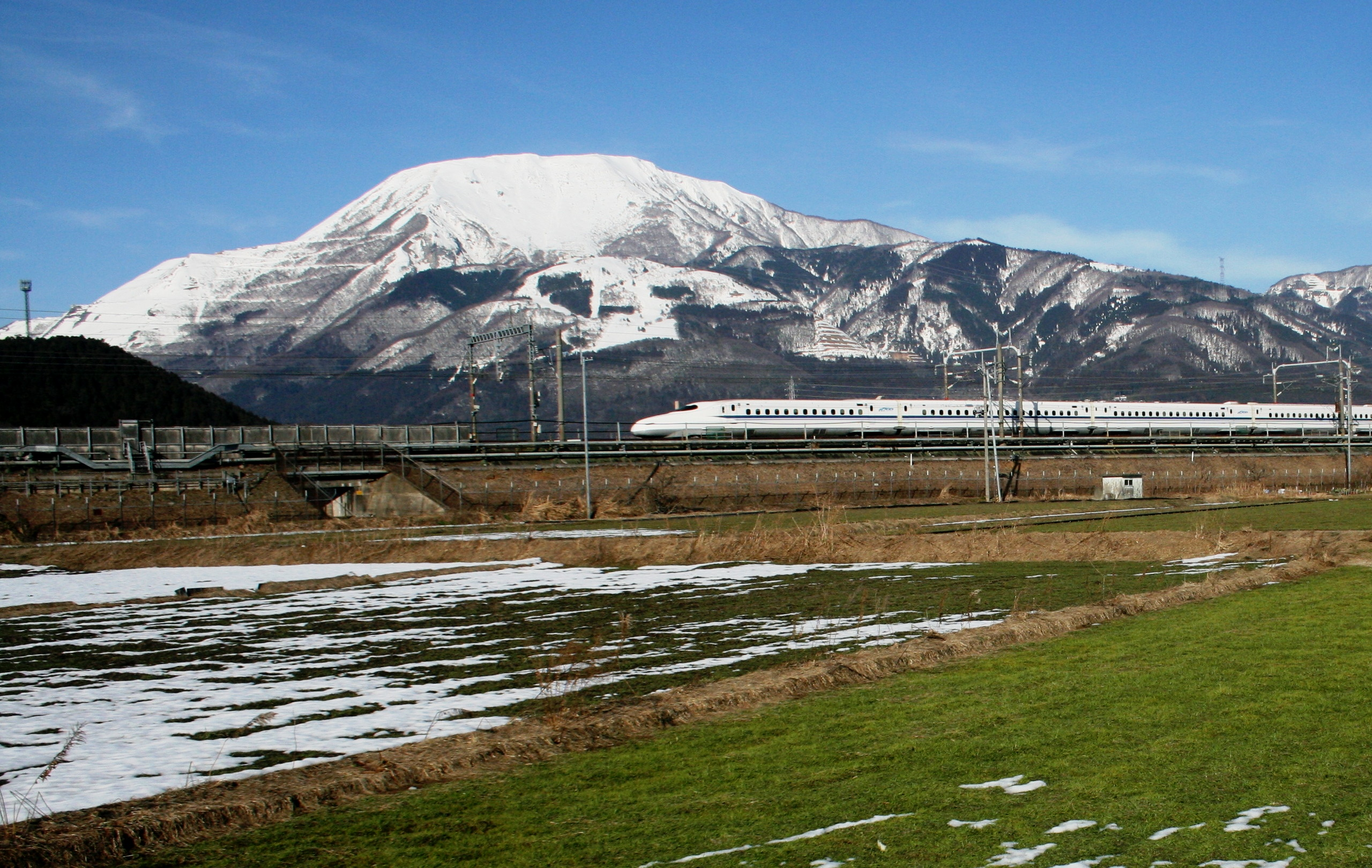
Góra Ibuki

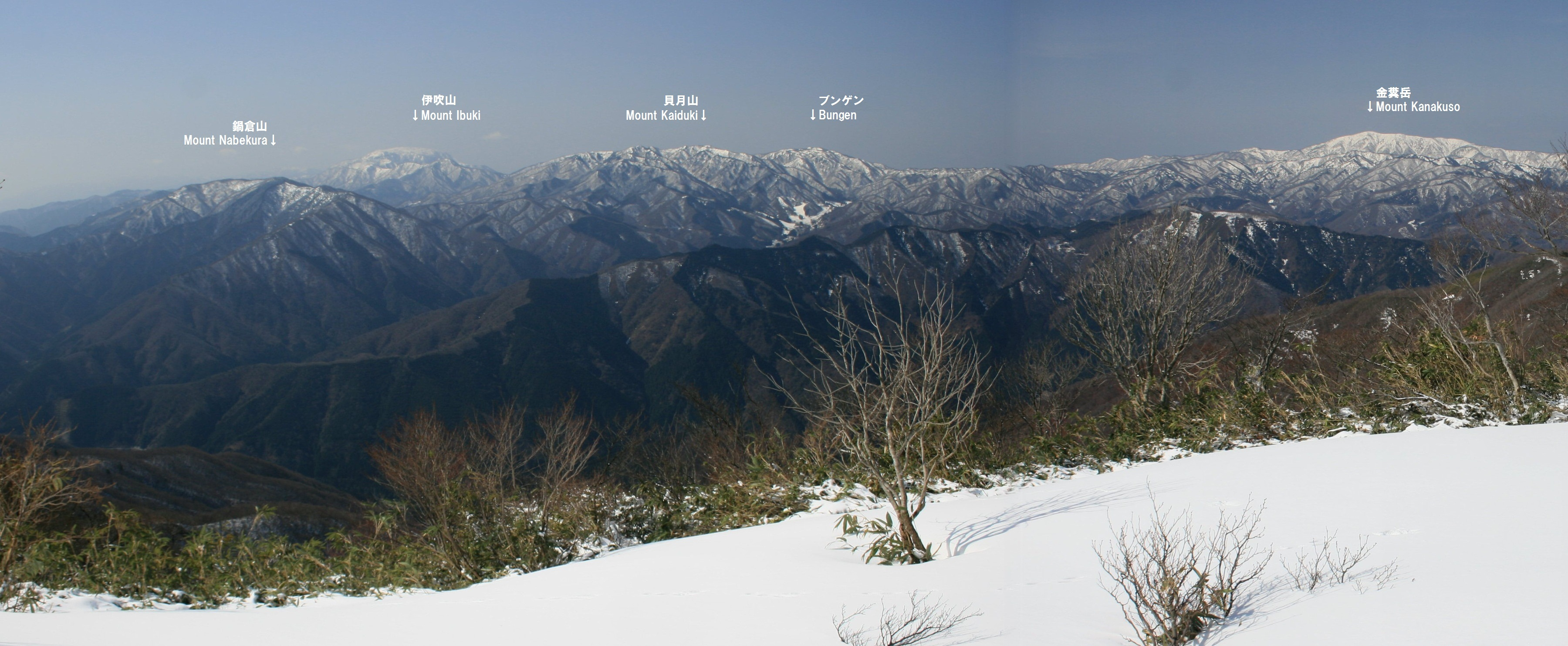
Łańcuch gór Ibuki

Na zachodzie góry obniżają się w stronę jeziora Biwa, a na południu po drugiej stronie doliny przechodzą w góry Suzuka. W zimie zachodnie, chłodne wiatry ze szczytów gór powodują obfite opady śniegu na nizinie Nōbi.

## Szczyty
- Ibuki, 1 377 m, najwyższy szczyt pasma Ibuki
- Kanakuso (金糞岳 Kanakuso-dake), 1 317 m
- Kunimi, 1 123 m
- Ikeda, 924 m